# New Brighton AFC
New Brighton AFC is een Engelse voetbalclub uit New Brighton, Merseyside. Er zijn 2 clubs geweest met deze naam.

## Geschiedenis

### Originele club
Het originele New Brighton FC werd in 1921 opgericht nadat South Liverpool FC failliet ging. De plaats van South Liverpool werd overgenomen in de Lancashire Combination. Na 2 seizoenen werd de club verkozen tot de Football League Third Division North toen deze werd uitgebreid. Thuiswedstrijden werden in Rake Lane' gespeeld maar ook op de Tower Grounds waar vroeger New Brighton Tower speelde. De club promoveerde nooit en bleef in de Third Division tot 1951 toen ze laatste eindigden en uit de League gestemd werden, Workington AFC verving hen.
De club keerde terug naar de Lancashire Combination alvorens om te wisselen naar de Cheshire County League in 1965. Na een laatste plaats in de 2de klasse van deze League in 1981 hield de club op te bestaan. Na de vernieling van de Tower Grounds in de jaren 60 speelde de club nu in de Hoylake Cricket Club.  
New Brighton bereikte 3 keer de 4de ronde van de FA Cup. In 1928 was Port Vale FC te sterk, in 1938, Tottenham Hotspur en in 1957 toen ze als niet-League club 3 League clubs versloegen en uiteindelijk door Burnley FC genekt werden.

### Heroprichting
In 1993 werd de club heropgericht en sloot zich aan bij de Birkenhead & Wirral League waar meteen de titel behaald werd. Twee jaar later sloot de club zich aan bij de South Wirral League. Nadat hun nieuwe stadion verbeterd werd mocht de club spelen in de West Cheshire League en werd in 2005 kampioen van de Second Division. In 2012 ging deze club ook failliet.